# 2013 في الأردن
فيما يلي قوائم الأحداث التي وقعت خلال عام 2013 في الأردن.

## أحداث
- 23 يناير – الانتخابات التشريعية الأردنية 2013

## أفلام
من الأفلام التي صدرت هذه السنة في الأردن:
- 1 يناير – وجدة من إخراج هيفاء المنصور.

## كتب
من الكتب التي صدرت هذه السنة في الأردن:
- 1 يناير – شرفة الهاوية من تأليف إبراهيم نصر الله.

## وفيات

### أبريل
- 2 أبريل – إبراهيم زيد الكيلاني (مواليد 1937) سياسي أردني.

### نوفمبر
- 24 نوفمبر – قصي الخوالدة (مواليد 1994) لاعب كرة قدم أردني.